# Anton Denikin
Anton Ivanovitsj Denikin (Russisch: Антон Иванович Деникин) (Włocławek, 16 december 1872 – Ann Arbor, Verenigde Staten, 18 augustus 1947) was een Russisch (tsaristisch) generaal en commandant van de Witten tijdens de Russische Burgeroorlog.

## Biografie
Denikin werd geboren als zoon van een Russische officier en een Poolse moeder. Hij kreeg een militaire opleiding en diende tijdens de Russisch-Japanse Oorlog (1905). Tijdens de Eerste Wereldoorlog was hij generaal-kwartiermeester onder Aleksej Broesilov, vanaf begin 1917 chef van de generaalsstaf en kort daarna opperbevelhebber van de Russische troepen aan het West- en Zuidwestfront.

### Revolutie
In het revolutiejaar 1917 nam Denikin deel aan de augustus-putsch van Lavr Kornilov. Na de Oktoberrevolutie, bij de aanvang van de Russische Burgeroorlog, trad hij toe tot het vrijwilligersleger van Kornilov en Michail Aleksejev, om de Bolsjewieken te bevechten. Na Kornilovs dood werd hij commandant van het vrijwilligersleger, dat een tijdlang grote delen van Zuid-Rusland beheerste, met name de Noordelijke Kaukasus en Oekraïne.

### Burgeroorlog: mars op Moskou

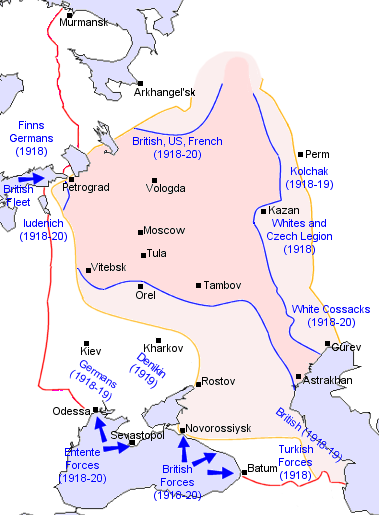
Geel: Bolsjewistische controle nov.'18 Blauw: maximale vorderingen Witten

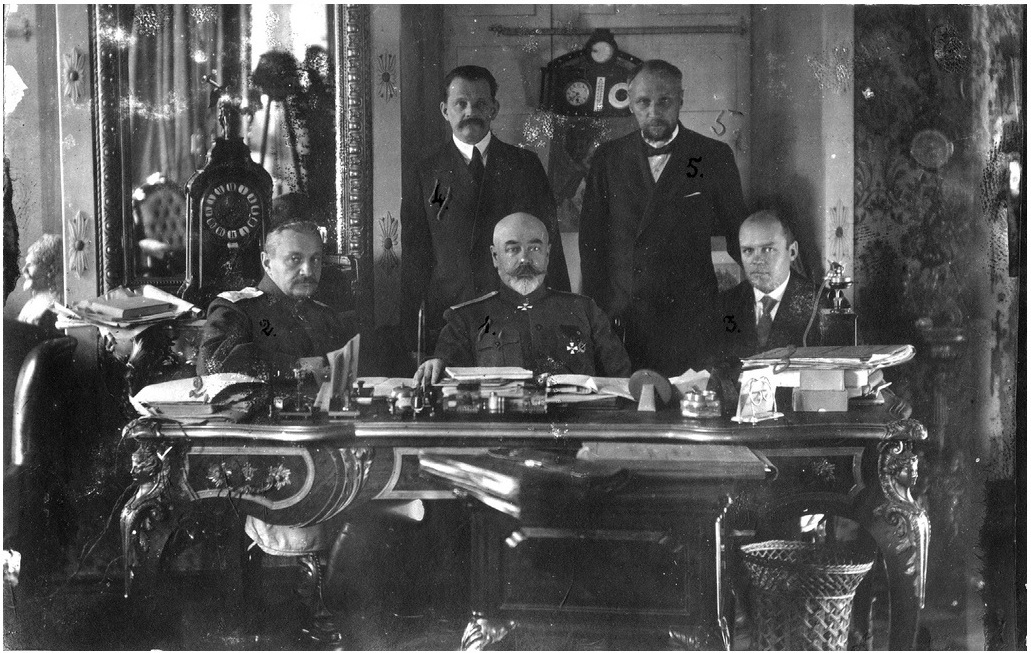
De Vergadering Generaal Commando voor de militaire strijdkrachten van Zuid-Rusland onder leiding van Denikin, 1919, Taganrog

Op 2 juli 1919 maakte Denikin zijn ‘Moskouse instructie’ bekend: drie Witte legers zouden vanuit het Zuiden naar Moskou oprukken, in een soort alles of niets poging. Pjotr Wrangel verzette zich tegen de instructie, gaf er de voorkeur aan minder snel en in maar één operatiegebied tegelijk op te trekken, maar Denikin zette toch door. Aanvankelijk ging de operatie voorspoedig van start: na de ineenstorting van het Bolsjewistische bewind in Oekraïne werden Odessa en Kiev ingenomen en op 14 oktober trokken de Witten Orjol binnen, op slechts 400 kilometer van Moskou. Toen vanuit de richting van Sint-Petersburg ook nog een Wit leger onder leiding van generaal Joedenitsj opdook leek het er voor de duur van enkele dagen daadwerkelijk even op dat de Roden konden worden verslagen. Maar al snel kwamen de eerste tekenen dat de Witten te hoog hadden gegrepen en liep de veldtocht uit op een smadelijke nederlaag.
Als belangrijkste oorzaken van Denikins uiteindelijke nederlaag kunnen worden genoemd:
- Een dramatische afstemming tussen de diverse Witte legereenheden. Denikins aanvankelijke plan om door te stoten naar Tsaritsyn en daar aansluiting te vinden met de troepen van Aleksandr Koltsjak mislukte omdat hij eerst prioriteit gaf aan het verdedigen van de Donbas.
- Joedenitsj maakte aan het Westfront dramatische keuzes, zijn aanval op Sint-Petersburg werd afgeslagen en hij kon nauwelijks steun bieden aan Denikin.
- Denikins soldaten zaten overal verspreid langs de duizenden kilometers lange Zuidelijke frontlinie en waren kwetsbaar voor een tegenoffensief. De achterhoedes in Oekraïne werden voortdurend aangevallen door Het Zwarte Leger van Nestor Machno’s partizanen, en ze moesten veel troepen vrijmaken om deze te bestrijden.
- De Witten van Denikin slaagden er nauwelijks in nieuwe troepen te mobiliseren in de pas bezette gebieden in Oekraïne en de Kaukasus. Waar de Roden vóór de ‘’Revolutie’ stonden en de rode vlag als symbool hadden, hadden de Witten nauwelijks een boodschap voor de boeren, die uiteindelijk alleen maar bang waren dat ze bij een terugkeer van de adel hun land weer zouden verliezen. Ook keerden ze zich consequent tegen de Oekraïense roep om autonomie.
- Na de nederlaag van Aleksandr Koltsjak aan het Oostfront verloren de geallieerden hun geloof in een overwinning van de Witten en bouwden hun steun af.

### Nederlaag en aftocht
De ommekeer van Denikins opmars naar Moskou kwam bij Orjol, waar de Witten kort na hun intocht met succes door de Bolsjewieken werden teruggeslagen, mede omdat 100.000 boerendeserteurs na een afgekondigde amnestie terugkeerden naar het Rode leger. Trotski noemde dit later de ommekeer in de burgeroorlog. De Roden zetten een zwaar tegenoffensief in en dreven de Witte troepen terug naar de Krim. Het werd een dramatische en ongedisciplineerde terugtocht. Een aantal Kozakkeneenheden keerden zich af van de Witten, sloegen aan het plunderen en hielden pogroms. Restanten van de Witte troepen probeerden uiteindelijk in Odessa en Sebastopol wanhopig aan boord te komen van de laatste geallieerde marineschepen.

### Emigratie en dood
In het voorjaar van 1920 gaf Denikin het commando van de nog resterende troepen over aan Wrangel en emigreerde eerst naar Engeland en na wat omzwervingen in 1927 naar Frankrijk. Te Parijs bewoog hij zich in Russische emigrantenkringen en schreef boeken en memoires, vooral over de burgeroorlog. In 1945 vertrok hij naar de Verenigde Staten, alwaar hij in 1947 overleed. In 2005 werden zijn stoffelijke resten op verzoek van zijn dochter Marina overgebracht naar Moskou, waar hij nu begraven ligt op het kerkhof van het Donskoi-klooster.

## Militaire loopbaan
- Junker school: 1890 - 1892
- Tweede luitenant: 16 augustus 1892
- Eerste luitenant:
- Kapitein: 27 februari 1904
- Majoor:
- Luitenant-kolonel: 10 november 1904
- Kolonel: 1905
- Generaal-majoor: 1914
- Luitenant-generaal: 24 mei 1916

## Onderscheidingen
- Orde van Sint-George
  - 3e klasse op 3 november 1915
  - 4e klasse op 24 april 1915
- Orde van Sint-Vladimir
  - 3e klasse op 19 november 1914
  - 4e klasse op 6 december 1909
- Orde van Sint-Anna
  - 2e klasse met Zwaarden in 1905
  - 3e klasse met Zwaarden in 1904
- Orde van Sint-Stanislaus
  - 2e klasse met Zwaarden in 1904
  - 3e klasse in 1902
- Croix de guerre in 1917
- Ridder Commandeur in de Orde van het Bad in 1919
- Orde van Michaël de Dappere, 3e klasse in 1917